# شوناو-برتسدورف
شوناو-برتسدورف (به آلمانی: Schönau-Berzdorf auf dem Eigen) یک شهر در آلمان است که در گورلیتس واقع شده‌است. شوناو-برتسدورف ۱٬۷۶۵ نفر جمعیت دارد.

## خواهرخوانده
شهر Kowary خواهرخواندهٔ شوناو-برتسدورف هست.